# Timo Hübsch
Timo Hübsch (Colonia, 25 marzo 1977) è un attore tedesco.

## Biografia
È nato a Colonia, precisamente nel Distretto di Lindenthal. 
Ha studiato presso l'Accademia d'Arte Drammatica Arturo di Colonia e ha lavorato in ruoli teatrali a Colonia, a Berlino, e in altre città tedesche. Diventa famoso in Italia per aver recitato, nel ruolo di Alexander Wagner, nella soap opera La strada per la felicità, tra il 2008 e il 2009, a fianco di Anja Boche (Nora Van Weyden).

## Filmografia
- Schweigen ist feige
- Revision
- Der Hellseher
- Mittsommer
- Sophie – Braut wider Willen
- Tessa - Leben für die Liebe
- Hinter Gittern – Der Frauenknast
- Videtis
- Lamento
- Inga Lindström (episodio: Hochzeit in Hardingsholm)
- Rosamunde Pilcher (episodio: Sommer der Liebe)
- SOKO Wismar
- La strada per la felicità (ruolo: Alexander Wagner; 2008 - 2009)
- La nave dei sogni - Viaggio di nozze (Kreuzfahrt ins Glück) (episodio: Bermuda)
- Alles was zählt
- Lena – Liebe meines Lebens